# Altgitarr
- En altgitarr eller kvintgitarr är en gitarr som är uppstämd en kvint. Stämning: (Från högt till lågt) B F# D A E B.

- Altgitarr kallas även ett annat instrument, en 8- till 13-, oftast 11-strängad gitarr. Den är stämd en liten ters högre än en vanlig primgitarr. Den konstruerades av den svenske gitarrbyggaren Georg Bolin tillsammans med gitarristen Per-Olof Johnson på 60-talet. Johnson tyckte mycket om lutmusik, men skillnaden i spelteknik mellan gitarr och luta är stor och han sökte ett sätt att kunna närma sig lutmusiken genom att spela den på gitarr. Eftersom altgitarren stäms som en renässansluta kan man med detta instrument spela direkt från originaltabulatur, med gitarrteknik.

Några svenska gitarrister som använder instrumentet är Peder Riis, Göran Söllscher, Rob Guz och Anders Miolin.